# Georg Friedrich Christian Bürklein

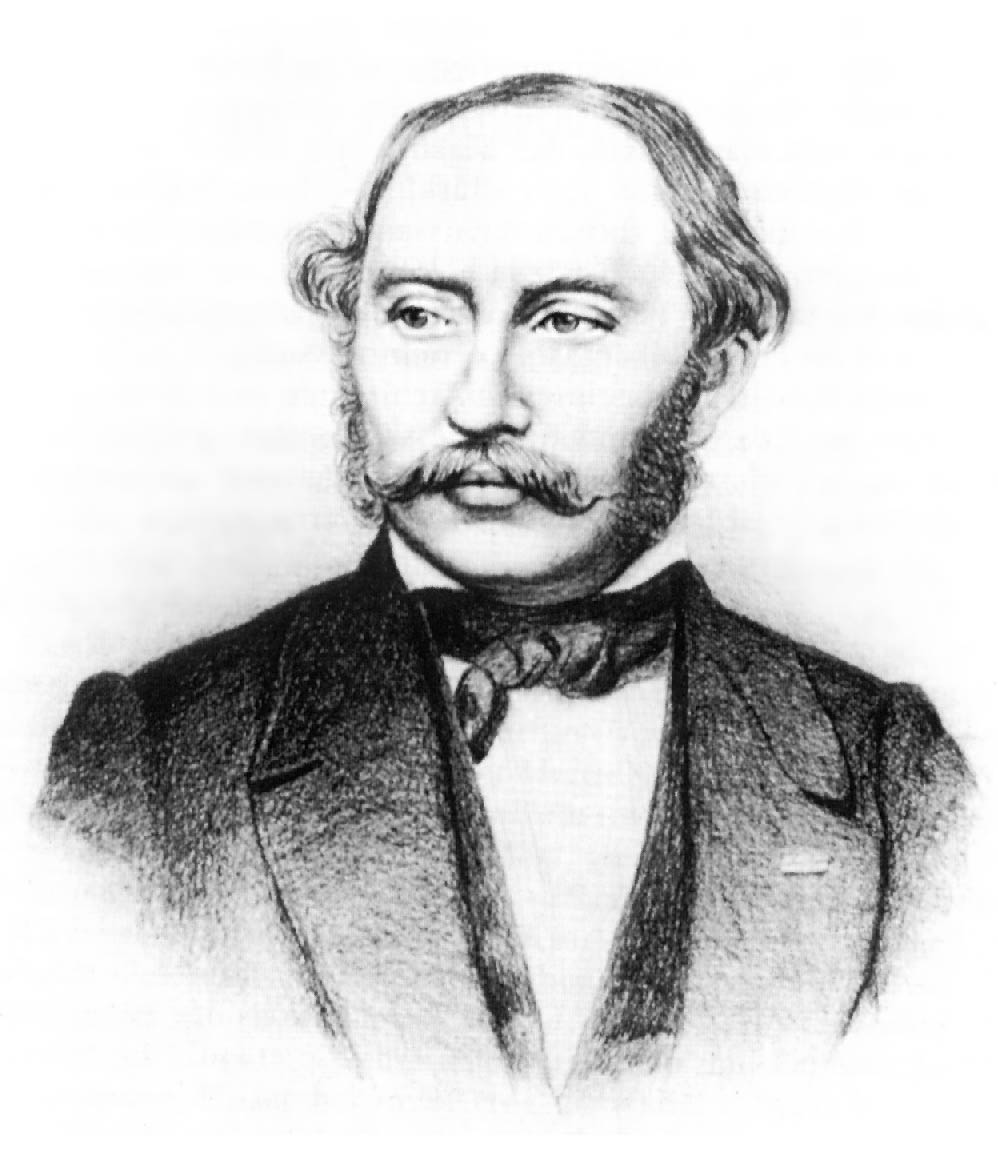
Friedrich Bürklein, Porträt

Georg Friedrich Christian Bürklein (* 30. März 1813 in Burk; † 4. Dezember 1872 in Werneck; meist nur: Friedrich Bürklein) war ein deutscher Architekt, bayerischer Baubeamter und Schüler von Friedrich von Gärtner. Sein Bruder war der Architekt Eduard Bürklein.

## Leben

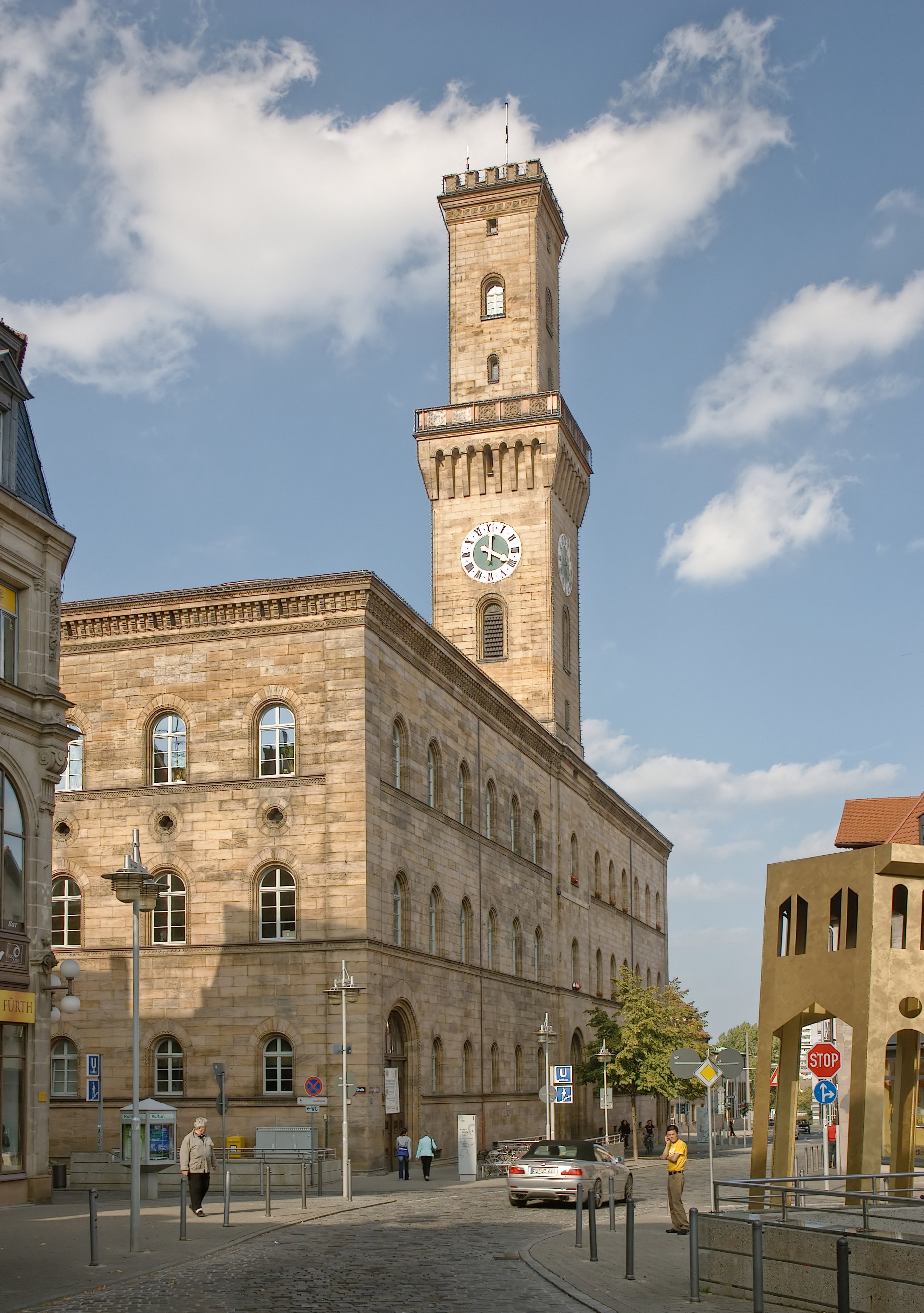
Rathaus von Fürth (1840–1850)

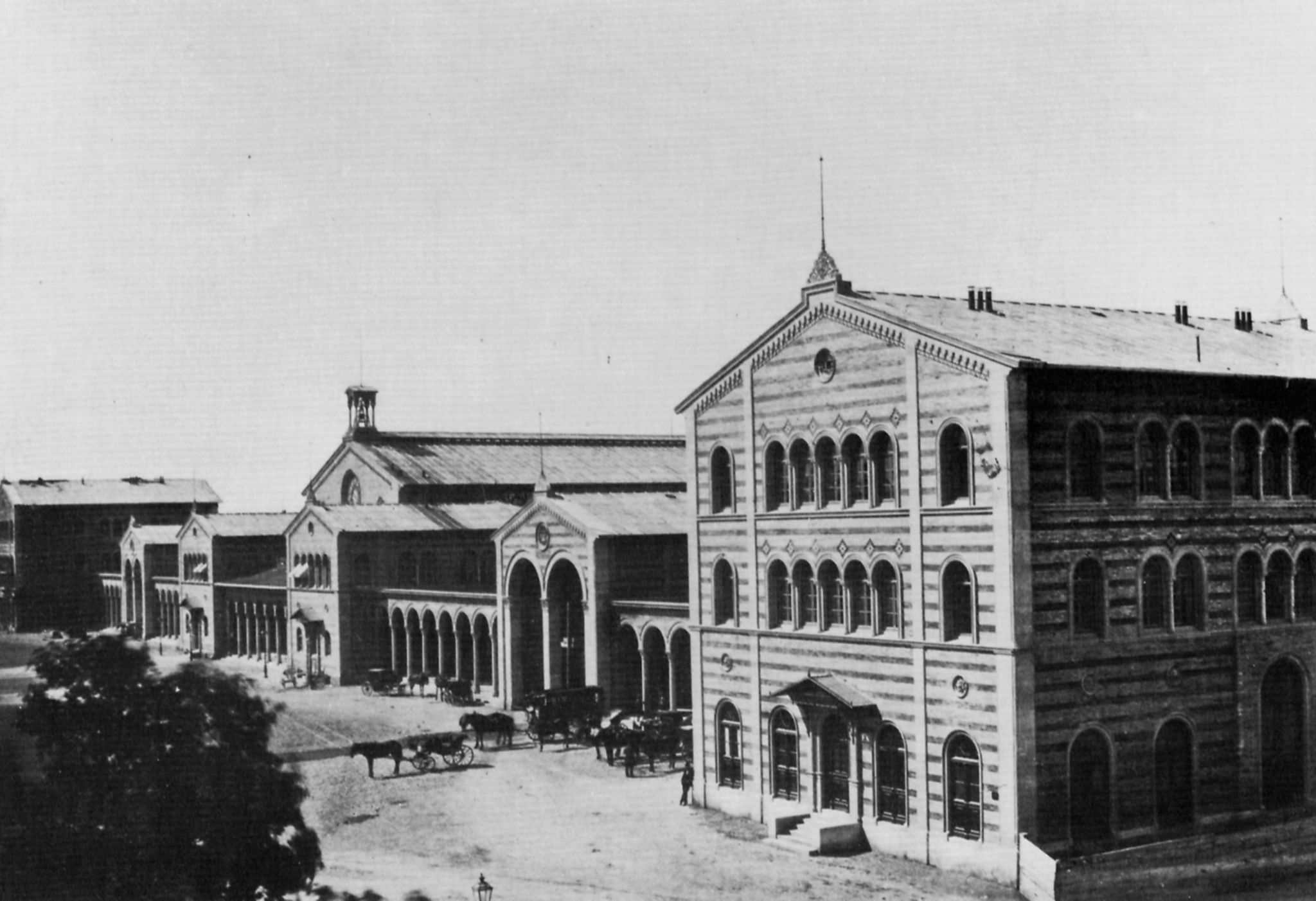
Hauptfront des Hauptbahnhofes in München in südwestlicher Richtung, 1870

Bürklein machte ab 1840 mit dem Bau des Rathauses von Fürth erstmals auf sich aufmerksam. Das Alte Rathaus mit einem 55 m hohen Turm wurde im italienischen Stil bis 1850 errichtet. Der Turm ist eine angepasste Nachahmung des Palazzo Vecchio in Florenz und gilt als Wahrzeichen der Stadt.
Der Neubau des Münchner Hauptbahnhofes 1847–1849 und seine gewagte Holzkonstruktion machte ihn bekannt. In seinem Schaffen folgten weitere Bahnhofsbauten, z. B. Pasing (1847–1848), Augsburg (Umbau), Bamberg, Ansbach, Neu-Ulm, Hof (Alter Bahnhof), Nördlingen, Rosenheim (Erweiterung), Würzburg, Nürnberg und Bad Kissingen.
Nach seiner Ernennung zum königlichen Baurat (1852) wurde er – wie Leo von Klenze und sein Lehrer Friedrich von Gärtner – zu einem Repräsentanten staatlichen Bauens in Bayern. Zu seinen größten Bauprojekten zählte das Städtebauprojekt der Münchner Maximilianstraße mit allen Großbauten und Privathäusern. Bürklein verwirklichte ab 1851 mit der Maximilianstraße und dem auf der Isarhöhe malerisch platzierten Maximilianeum den neugotisch beeinflussten Maximilianstil, der zum ersten Mal im Neubau der Frauengebäranstalt in der Sonnenstraße, dem späteren Postscheckamt, zur Anwendung kam. Zu dem durch Bürkleins Fassadengestaltung einheitlichen Ensemble der Maximilianstraße gehört auch die 1859 neu verblendete Nordfassade der Alten Münze sowie das 1856–1864 erbaute Gebäude der Regierung von Oberbayern. Nach dem Tod des Königs Maximilian II. setzte sich diese Stilrichtung nicht weiter durch.  
Zu Lebzeiten wurde Bürklein in der Fachwelt für seinen Baustil oft hart kritisiert („Kachelofenstil“). Er litt unter den ständigen Anfeindungen in der Öffentlichkeit. Noch kurz vor seinem Tode und trotz bereits laufender Bauarbeiten am Maximilianeum wechselte der König den Baumeister aus und holte Gottfried Semper nach München. Von der Kritik an seiner Arbeit zermürbt, erlitt Bürklein einen Nervenzusammenbruch; er starb 59-jährig in der Heilanstalt Werneck in geistiger Umnachtung.

## Grabstätte

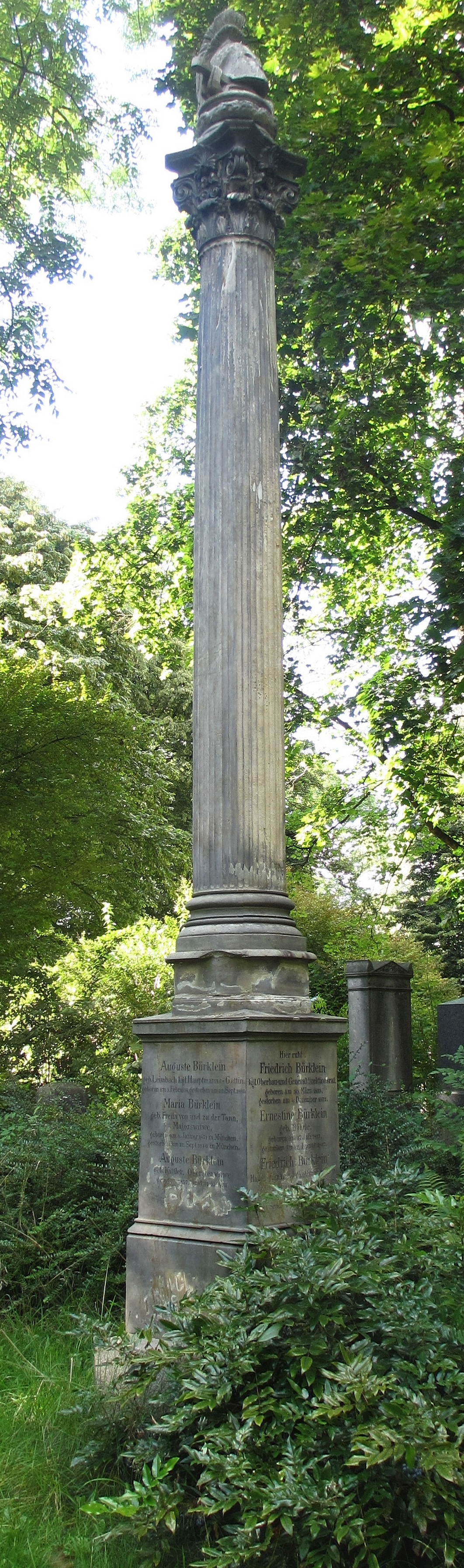
Grab von Friedrich Bürklein auf dem Alten Südlichen Friedhof in München

Die Grabstätte von Friedrich Bürklein befindet sich auf dem Alten Südlichen Friedhof in München (Gräberfeld 13 – Reihe 1 – Platz 7) Standort.
Sein Urgroßneffe war der 1920 in München geborene Dirigent Julius Karr-Bertoli.

## Werk (Auswahl)
- 1840–1844: Rathaus in Fürth (zusammen mit seinem Bruder Eduard Bürklein)
- 1844–1847 Bahnhof Breitengüßbach
- 1845: Bahnhof Bad Staffelstein
- 1846: Bahnhof Ebensfeld (Ausführung durch Eduard Rüber)
- 1846: Faberschloss, Nürnberg
- 1847: Bahnhof München-Pasing
- 1847–1849 Hauptbahnhof München
- 1848: Alter Bahnhof in Hof
- 1848: Umgestaltung der Prunkräume von Schloss Weyhern
- 1851–1853: Maximilianstraße in München
- 1853–1856: Fassade der Frauengebäranstalt an der Sonnenstraße in München (zusammen mit Arnold Zenetti)
- 1854: Bahnhof Starnberg
- 1856–1858: Chemisches Laboratorium der Universität Erlangen (Fassadenentwurf)
- 1856–1859: Evangelische Stadtpfarrkirche St. Matthäus in Passau
- 1856–1864: Gebäude der Regierung von Oberbayern in München
- 1857–1874: Maximilianeum
- 1859: Bahnhof Ansbach
- 1859–1863: Hauptmünzamt in München
- 1863–1869: Würzburg Hauptbahnhof
- 1869–1871: Augsburg Hauptbahnhof (Umbau im Stil des romantischen Spätklassizismus)
- 1871: Bahnhof Bad Kissingen
- 1872–1876: Alter Ostbahnhof in München
- Bahnhöfe in Bamberg, Nördlingen, Rosenheim

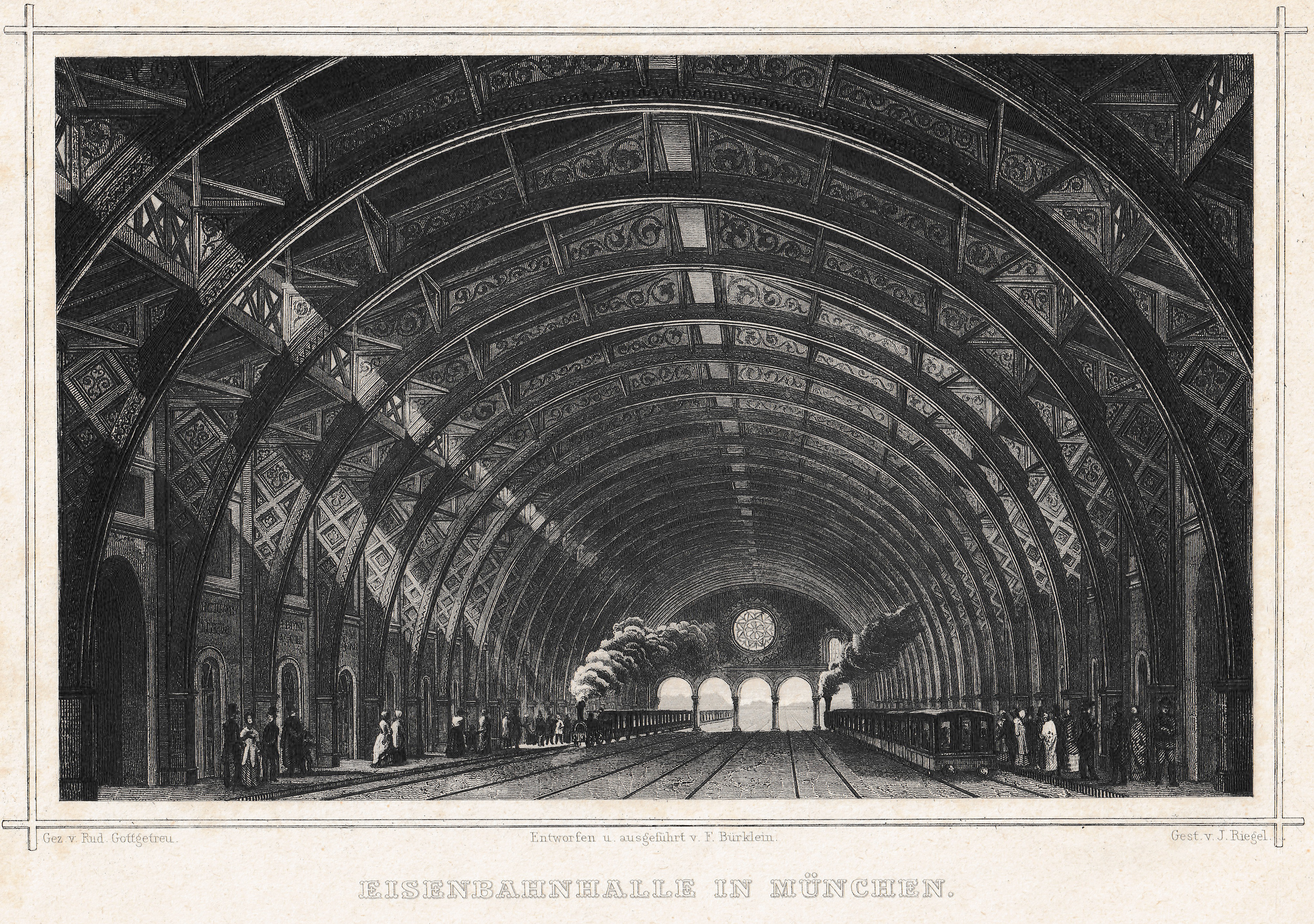
Eisenbahnhalle in München
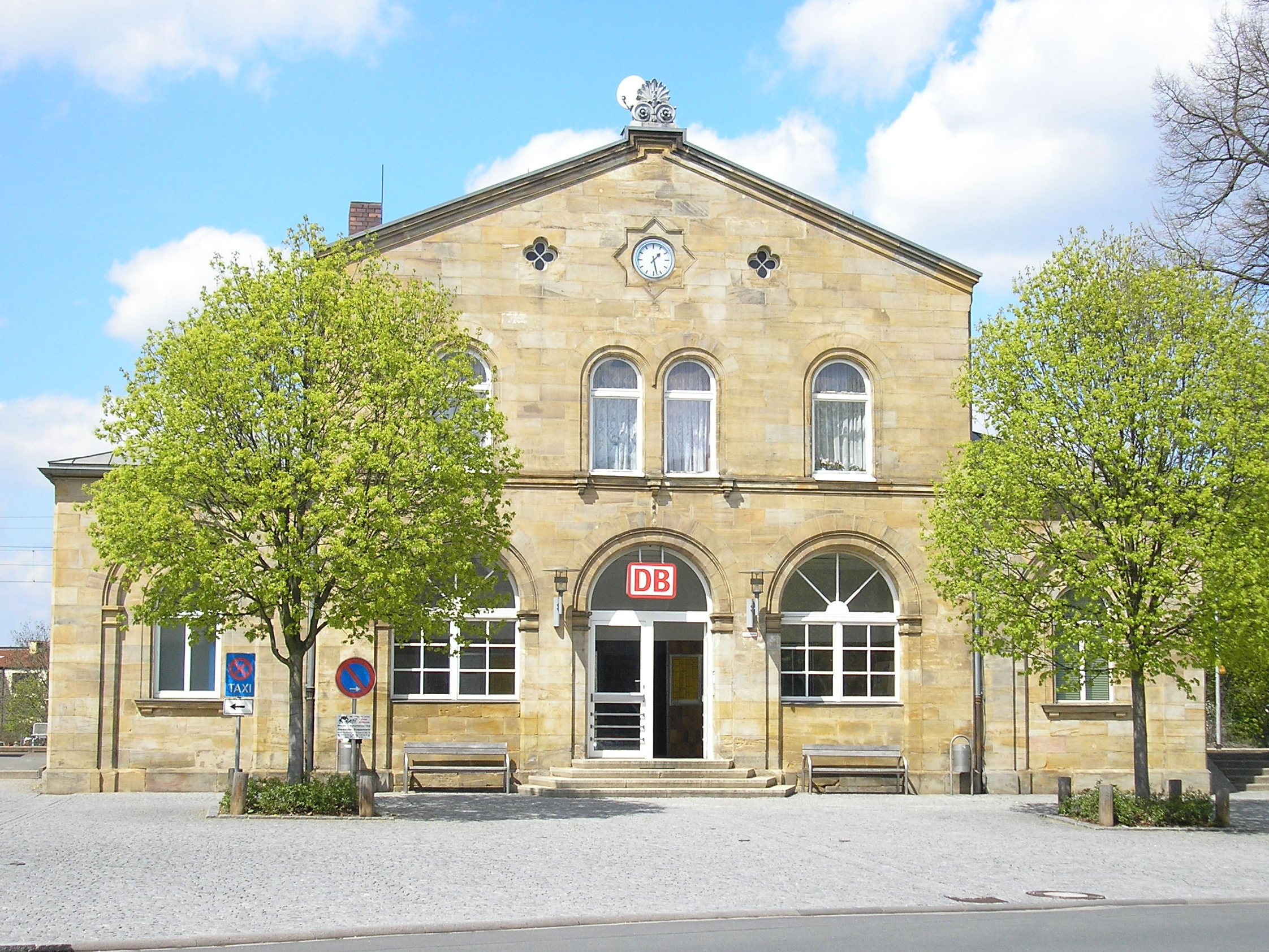
Bahnhof Bad Staffelstein
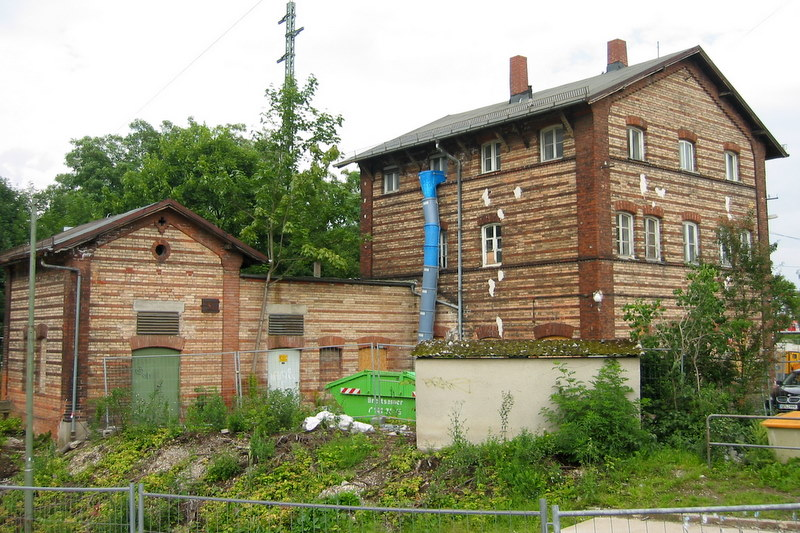
Bahnhof München-Pasing (2008)
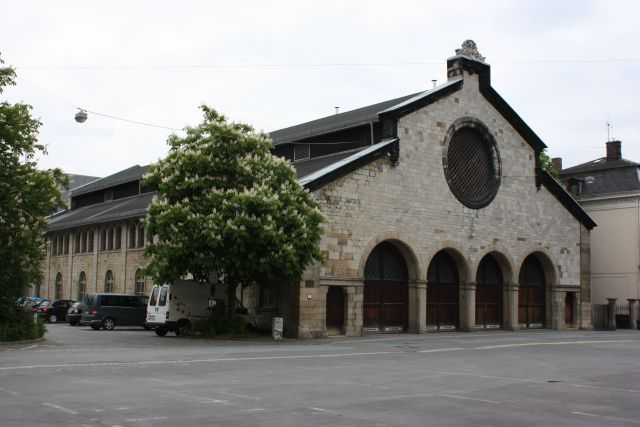
Einsteighalle des Alten Bahnhofs in Hof (erhalten)
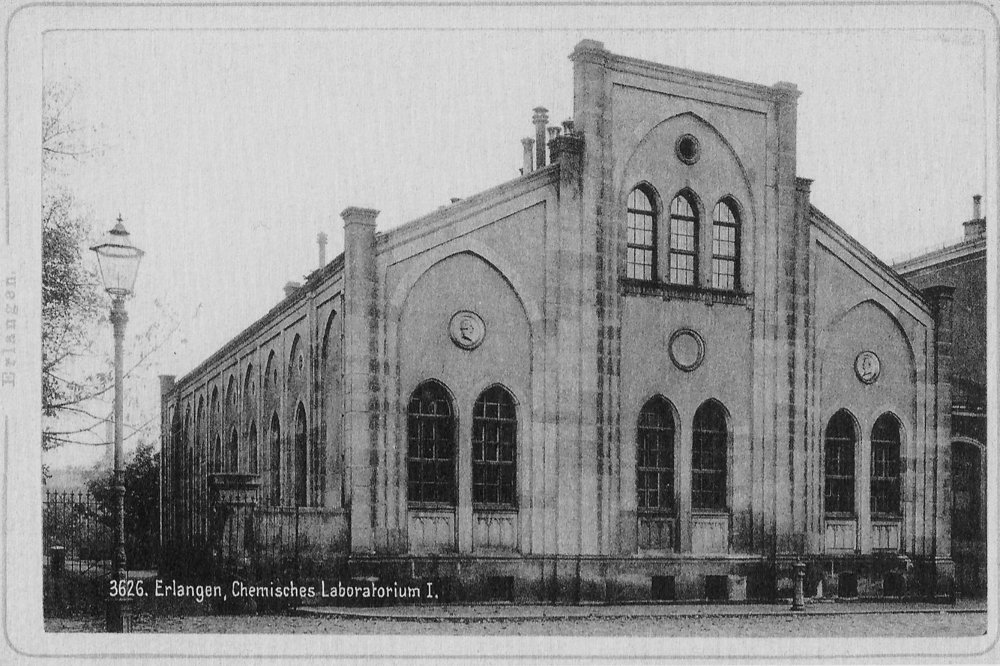
Chemisches Laboratorium Erlangen (1895)
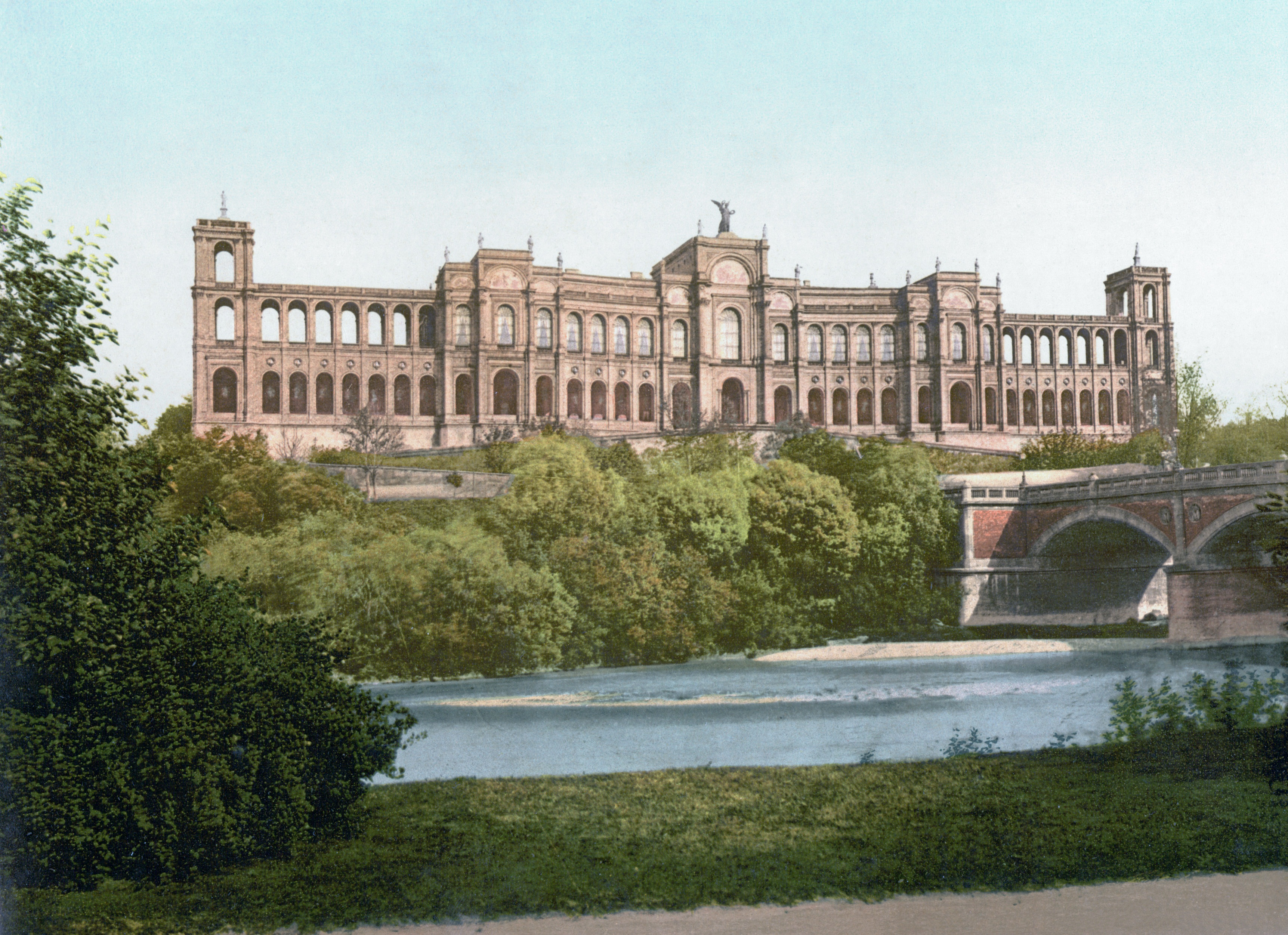
Maximilianeum (historische Ansichtskarte)

## Namensgeber
Nach Friedrich Bürklein wurde 1894 in München im Stadtteil Lehel (Stadtbezirk 1 - Altstadt-Lehel) die Bürkleinstraße benannt (Erstnennung). Lage 
Im Juni 2015 benannte der Bayerische Landtag die Eingangshalle des Maximilianeums nach Friedrich Bürklein.

## Film
- Friedrich Bürklein – Der vergessene Architekt. Dokumentarfilm, Deutschland, 1996, 43:40 Min., Buch und Regie: Dieter Wieland, Produktion: Bayerischer Rundfunk, Reihe: Topographie, Inhaltsangabe von ARD.